# キャロライン・ハワード嬢の肖像
『キャロライン・ハワード嬢の肖像』（英: Portrait of Lady Caroline Howard）は、ロココ期のイギリスの画家ジョシュア・レノルズが1778年に制作した肖像画である。油彩。第5代カーライル伯爵フレデリック・ハワードの娘イザベラ・キャロライン・ハワード嬢（Lady Isabella Caroline Howard, 1771年-1848年）を描いている。現在はワシントンD.C.のナショナル・ギャラリー・オブ・アートに所蔵されている。

## 人物
イザベラ・キャロラインは1771年に第5代カーライル伯爵フレデリック・ハワードとマーガレット・キャロラインの長女として生まれた。母は初代スタッフォード侯爵グランヴィル・ルーソン＝ゴアの娘である。同じくナショナル・ギャラリーに所蔵されているレノルズの肖像画『エリザベス・デルメ夫人とその子供たち』（Lady Elizabeth Delmé and Her Children）に描かれたエリザベス・デルメ夫人（第4代カーライル伯爵ヘンリー・ハワードの三女）はキャロラインの伯母にあたる。少女時代のキャロラインは意志が強く、勝ち気な性格をしていた。それは必ずしも美点というわけにはいかず、カーライル伯爵は娘にしつけが必要であることを認めていたが、元気な娘が大のお気に入りであった。1789年に初代コーダー男爵ジョン・キャンベルと結婚し、2人の男子の母となった。

## 作品

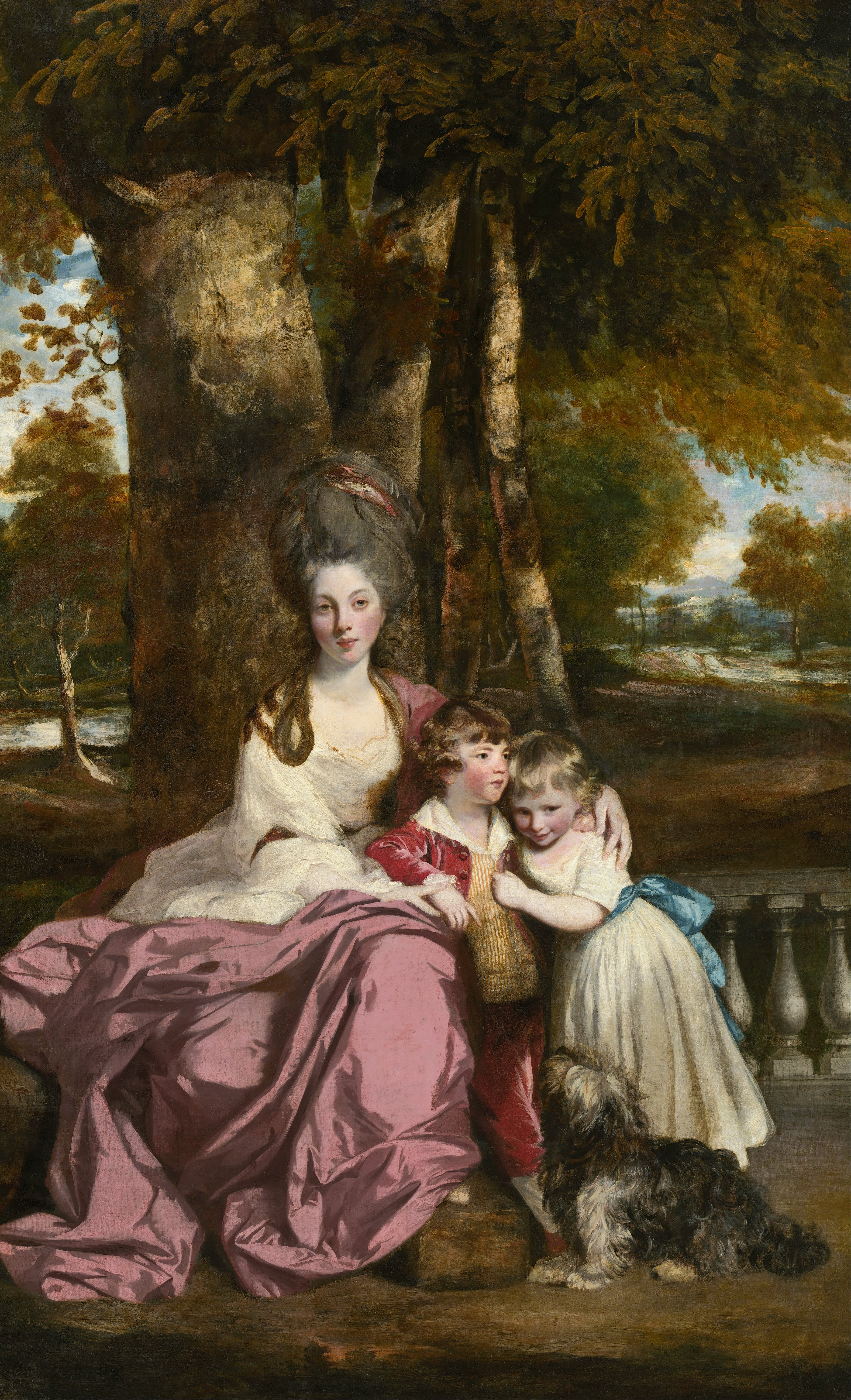
レノルズの同時期の肖像画『エリザベス・デルメ夫人とその子供たち』。ナショナル・ギャラリー・オブ・アート所蔵。

白いドレスを着たキャロラインはなだらかな丘陵が広がる風景の中に座っている。少女は身体をわずかに左に傾けながら、画面左端にある背の高い茶色の鉢に植えられたバラの花に触れようと右手を伸ばしている。少女の髪は栗色で、肌は白く、薄い眉の下の瞳は淡い灰色をしている。また彼女の鼻は繊細で尖っている。キャロラインは頭に白いレースのボンネットをかぶり、両手に手袋をはめ、腰に幅広の青緑の帯を巻き、レースで縁取られた黒いマントで上半身を覆っている。白いドレスの裾は少女の下肢全体を包み隠している。背景の丘陵には緑豊かな木々が点在し、トパーズブルーの高い空は淡いをピンクを帯びた灰色とアイボリーホワイトの薄い雲に覆われている。
肖像画が描かれたとき、キャロラインは7歳であった。レノルズはキャロラインの魅力的な顔と真剣な表情の中に少女の複雑さを捉えている。閉じた左手は少女の緊張を暗示し、おしゃれなボンネットと真剣な眼差しは少女に早熟な印象を与えている。
画面右下隅には金色の絵具で「キャロライン・ハワード嬢」（Lady Caroline Howard）および「コーダー夫人」（Lady Cawdor）と記されている。
レノルズはしばしば自身の作品に古代ギリシア・ローマやルネサンス期の芸術の堅実さと高貴さを与え、また肖像画が単なる説明以上のものとなるよう示唆した。本作品ではバラがそれにあたる。デビッド・マニングス（David Mannings）によると、バラはキャロラインに芽生えている美しさに贈られた賛辞であった。一方、美術史家アーサー・K・ウィーロックとアリス・クレインドラー（Alice Kreindler）は、バラがヴィーナスや侍女の三美神のアトリビュートであることに注目し、しつけを必要とするキャロラインが志すべき理想の女性像を暗示するものとして、貞操、美、愛を象徴するバラを描いたのではないかと考えた。

## 当時の反応

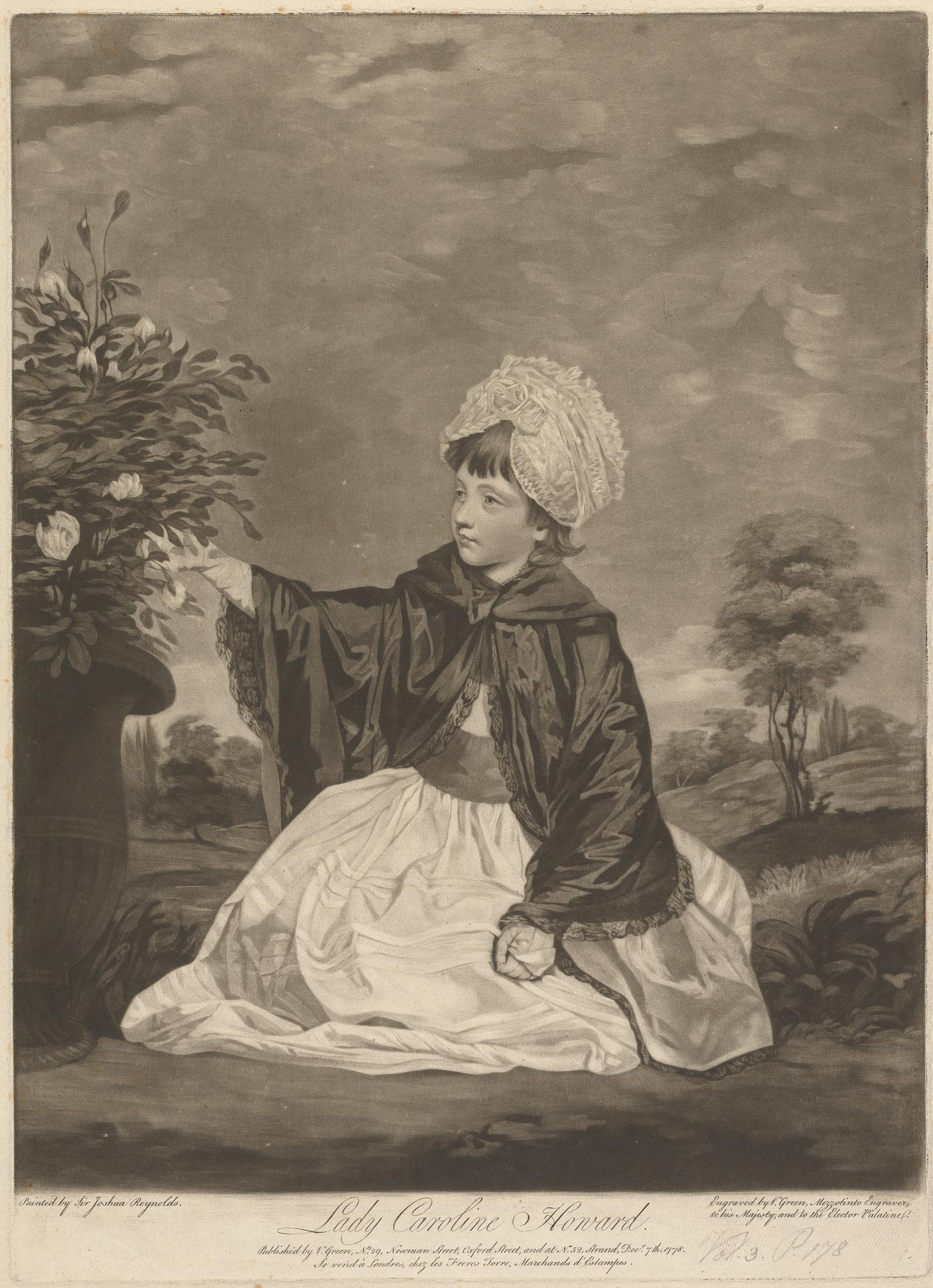
ヴァレンタイン・グリーンによる複製。1778年。

肖像画は翌1779年のロイヤル・アカデミーの展覧会で展示されたが、レノルズの意図は理解されなかったようである。『セント・ジェームズ・クロニクル』紙の批評はモデルの座り込むポーズを批判して次のように述べている。

彼女はバラを摘んでいるが、どのような態度であるのか私たちには想像することができない。彼女はバラの茂みに向かってカーテシーをしているか、あるいは手足の一部を奪われているように見える。そして非常に不愉快な人物である。

レノルズは子供のすべての動きや仕草は優雅であると信じており、実際にレノルズの子供の肖像画には子供が自らポーズをとったものがあった。キャロラインのポーズについては、彼女が自らとったものか、レノルズが指示したものかは不明である。

## 来歴
肖像画の報酬は1783年7月にようやく支払われた。肖像画はカーライル伯爵家で相続されていたが、のちに第9代カーライル伯爵ジョージ・ハワードの息子ジェフリー・ハワードに相続されると、彼は1926年2月に美術商デュヴィーン・ブラザーズに売却した。これを同年2月3日にデュヴィーン・ブラザーズのニューヨーク支店から購入したのが、当時、アメリカ合衆国財務長官を務めていたアンドリュー・メロンであった。肖像画は1934年12月にピッツバーグのアンドリュー・メロン・教育慈善信託（The A.W. Mellon Educational and Charitable Trust）に譲渡されたのち、1937年にナショナル・ギャラリー・オブ・アートに寄贈された。現在、レノルズの『キャロライン・ハワード嬢の肖像』は、『エリザベス・デルメ夫人とその子供たち』とともにナショナル・ギャラリー・オブ・アートの重要なイギリス絵画の一角を形成している。

## 影響
肖像画が制作された1778年にヴァレンタイン・グリーンがメゾチントによる複製を制作した。19世紀にはサミュエル・ウィリアム・レノルズが複製を制作している。

## ギャラリー
イザベラ・キャロライン嬢の他の肖像画

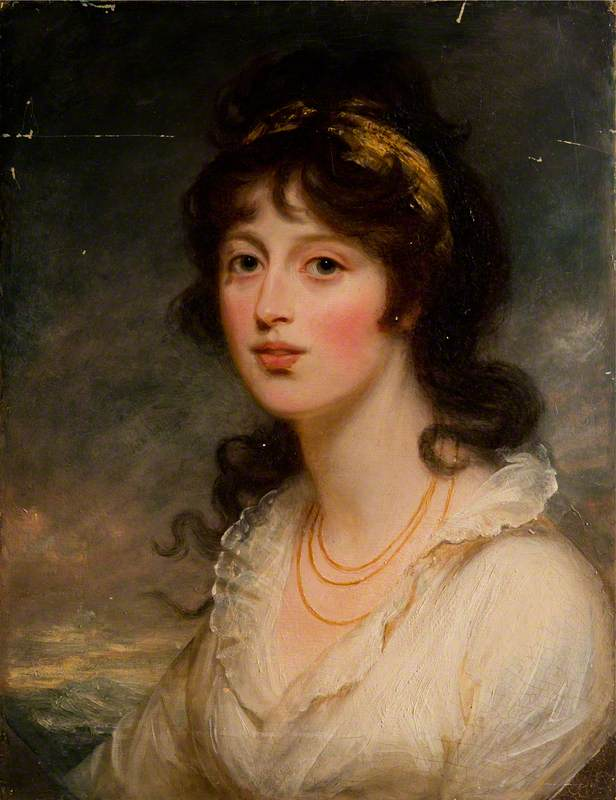
ウィリアム・ビーチー『コーダー男爵夫人イザベラ・キャロライン』1800年ごろ スコットランド国立美術館所蔵
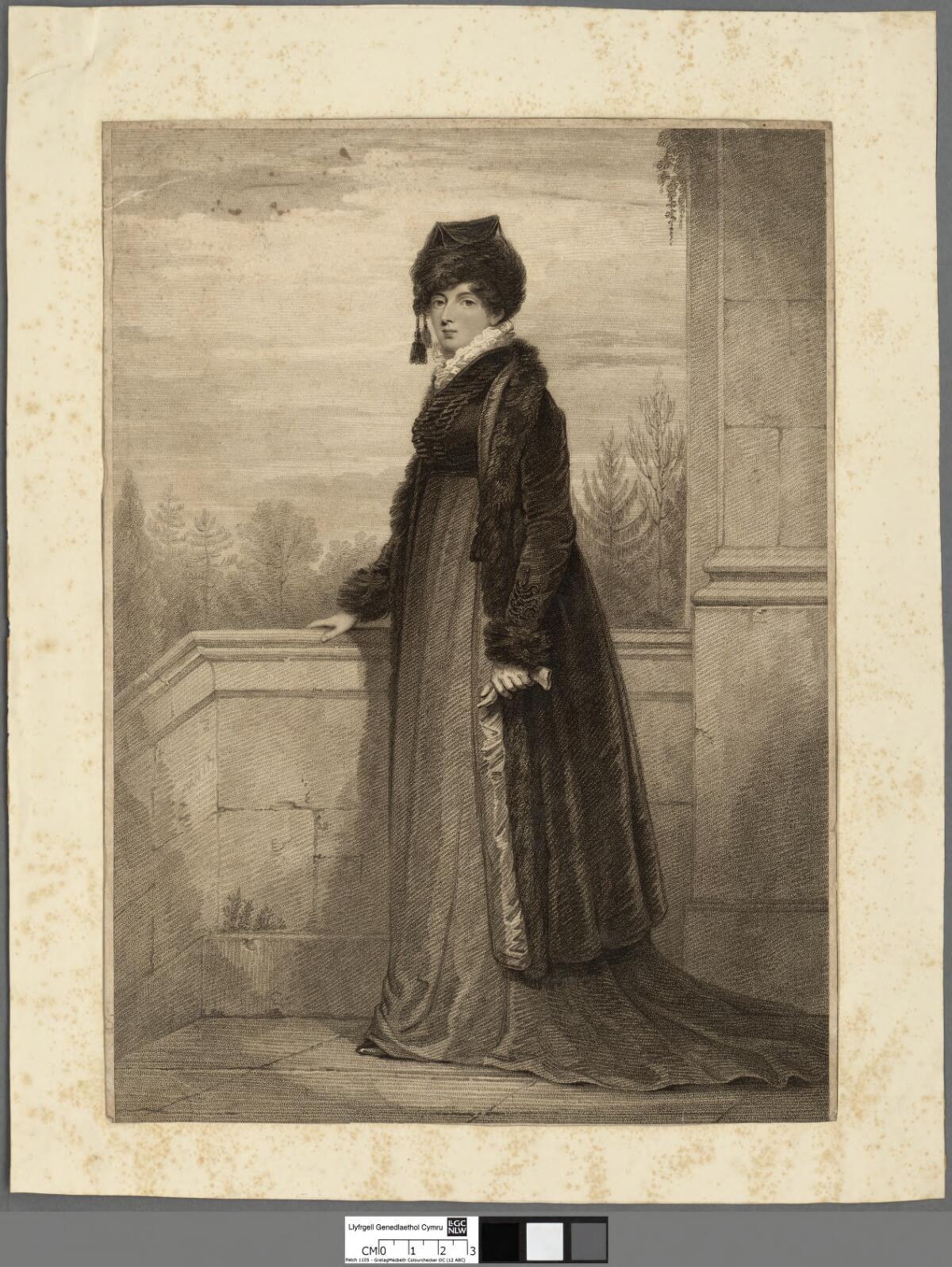
作者不明『コーダー男爵夫人キャロライン』1800年ごろ